# 民主會戰勝歸來
《民主會戰勝歸來》是香港一首社運歌曲，誕生於2012年，由VIIV樂隊（六四樂隊）的Anthony Kwong作曲，林律希（Barry）編曲、作詞，VIIV樂隊演唱。
歌詞大意為泛民主派於過去消極地面對統治者，在民主運動的領導者司徒華2011年逝世後，泛民主派更需要讓新世代承接民主運動。

## 作者
《民主會戰勝歸來》填詞人是林律希（Barry），2019年6月逝世，終年37歲。
時事評論員劉銳紹表示林律希寫過很多勵志歌曲，但一生與病魔搏鬥，本身患有妥瑞症，患者會明顯不自主的抽動，林律希後來更患上其他疾病，離世前一直需服用大量藥物。劉銳紹形容林律希是「天賦音樂奇才」，因香港的教育過於壓制學生，中三去了澳洲，之後在墨爾本大學攻讀音樂，學成返港後在商場表演、為他人作曲卻得不到酬勞，但他為了音樂理想，仍然努力靠其他方法謀生，包括做粥麵店待應、做電器推銷員，在這樣的困境下繼續作曲、填詞、自彈自唱，創作了《民主會戰勝歸來》的歌詞，並曾創作歌曲《落霞之歌》（又名《天生一對》），獻給劉曉波、劉霞夫婦。

## 創作及流行
《民主會戰勝歸來》作曲人Anthony坦言，他在2006至2007年寫下這首歌曲，完成了70%，2010年澳洲讀完書返回香港後，才完成其餘30%。2010年聖誕，Anthony從錄音中拿出來，交了給林律希（Barry）填詞，「民主會戰勝歸來」這一句歌詞，倒是Anthony創作的，曲帶顧嘉煇作品風格，有電視武俠劇主題曲韻味。樂隊成員Kennief說：「他們完成這歌，拿出來說要編歌。我心中的感覺是『想點呀？（想怎樣呀？）』，武俠劇呀？！但聽了一陣，又覺得可塑性頗高，之後就開始排了。」
這首歌在2011年除夕初次演唱，2012年「六四晚會23周年」中正式公開演唱，隨後，其YouTube點擊率直線上升，2013年收錄在支聯會的《民主會戰勝歸來——籌建永久「六四紀念館」民運歌曲專輯》。

## 影響及改編
這首歌在2012年「反國教運動」及「六四晚會23周年」中多次唱響。2014年在「香港學界大罷課」以及「佔領中環」、「雨傘運動」中繼續傳唱。
當中兩句歌詞「民主會戰勝歸來，後有巨浪承接這變改」成為學生政治運動團體「學民思潮」的格言，並繪製在其標誌下方。
2013年互聯網上出現歌曲改編而成的《城邦會戰勝歸來》，與《民主會戰勝歸來》的中國視角不同，《城邦》探討香港本土自治問題，表面上歌頌本土派， 實則暗諷香港城邦自治論學者陳雲。可是《城邦》推出後卻被陳雲贊同，而且經過不同網民修訂歌詞及重新錄製後，成為香港本土派及香港自治運動的代表歌曲之一。《城邦》更標誌近年香港本土意識興起之現象，香港立法會議員區諾軒更因曾唱此曲，被王國興指支持香港獨立而入稟法院要求取消其議員資格。填詞人「城邦天使」身份一直成謎，但有說就是區諾軒。
2017年，澳门方丈联盟发布了主题曲貧僧會戰勝歸來。其中有原词是直接从城邦会战胜归来引用的。

## 外部連結
- 民主會戰勝歸來—「六四」23周年悼念會現場影像 （页面存档备份，存于）
- 《民主會戰勝歸來》MV （页面存档备份，存于）